# Троллейбус Русе
Троллейбус Русе — система троллейбусного транспорта города Русе. Движение открыто 9 сентября 1988 года.

## История

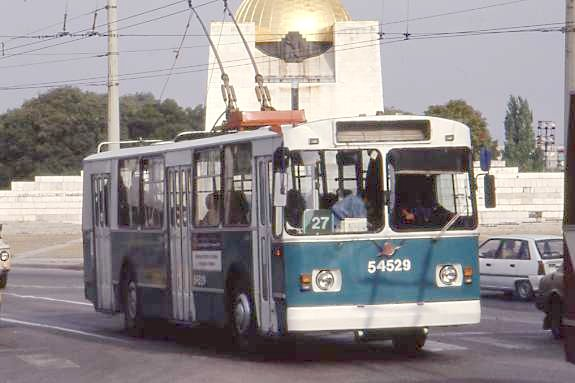
Октябрь 1993

Первый троллейбус в городе Русе отправился в 1988 году по маршруту, начинавшемуся из Западной промышленной зоны. Линии эксплуатировались троллейбусами ЗиУ-682. В последующие годы по мере развития города развивалась и кабельная сеть. Его расширили на центральные районы и промышленные зоны, заменив многие автобусные маршруты троллейбусами. Вначале использовались троллейбусы ЗиУ-682. Позднее с того же завода в России поставлялись и новые модели. Вышедшие из эксплуатации троллейбусы из швейцарских городов Базель и Винтертур были введены в сеть в конце 1990-х годов.
1 ноября 2008 года муниципалитет Русе заключил концессионный договор с болгарским филиалом израильской транспортной компании Эгед. По условиям концессии управление троллейбусной сетью в городе перешло к частному транспортному холдингу «Эгед Русе». В несколько этапов, с 2008 по 2013 год, весь подвижной состав заменялся покупкой подержанных троллейбусов из Чехии, Германии, Италии и Швейцарии. В 2015 году около 70 % контактной сети было заменено в рамках проекта комплексного городского транспорта. В рамках проекта также была произведена замена ряда опор КС и их перекраска.
После почти девяти лет работы в частном владении троллейбусный транспорт снова был передан местному муниципалитету 31 августа 2017 года. Муниципальное предприятие, управляющее троллейбусными линиями в городе, называется «Муниципальный транспорт Русе». Одной из краткосрочных задач города было обеспечение исправной работы троллейбусной системы. Для этого были закуплены ещё 5 бывших в употреблении троллейбусов FBW 91T в Лозанне (Швейцария), а также 12 автомобилей Skoda 21 TrACI в городе Пльзень, Чехия. В нынешних условиях задействована не вся троллейбусная сеть, но есть планы по увеличению количества маршрутов и линий в городе. Некоторые участки КС между центральной станцией и серой фабрикой пришли в негодность.

## Маршруты
Троллейбусные маршруты Русе по состоянию на 2019 год:
- 2: Бульвар Третьего Марта — ул. Сент-Уан — ул. Николаевская — бульвар Скобелева — бульвар Липник;
- 9: "Чародейка" (Южный жилмассив) — бул. Христо Ботева — ул. Стефана Стамболова — бульвар Третьего Марта;
- 13: Мкр. Дружба-3 — ул. Дамы Груева — бульвар Царя-Освободителя — бульвар Липник — ст. Русе-Сортировочная;
- 21: "Чародейка" (Южный жилмассив) — бул. Царя-Освободителя — бульвар Липник — ст. Русе-Сортировочная;
- 24: Мкр. Дружба-3 — бул. Царя-Освободителя — бул. Скобелева — бул. Третьего Марта;
- 27: Мкр. Дружба-3 — бул. Христо Ботева. — бул. Объединения. — бул. Тутракан;
- 29: "Чародейка" (Южный жилмассив) — бул. Христо Ботева — бульвар Объединения. — ул. Плиска — бульвар Тутракан.

## Подвижной состав

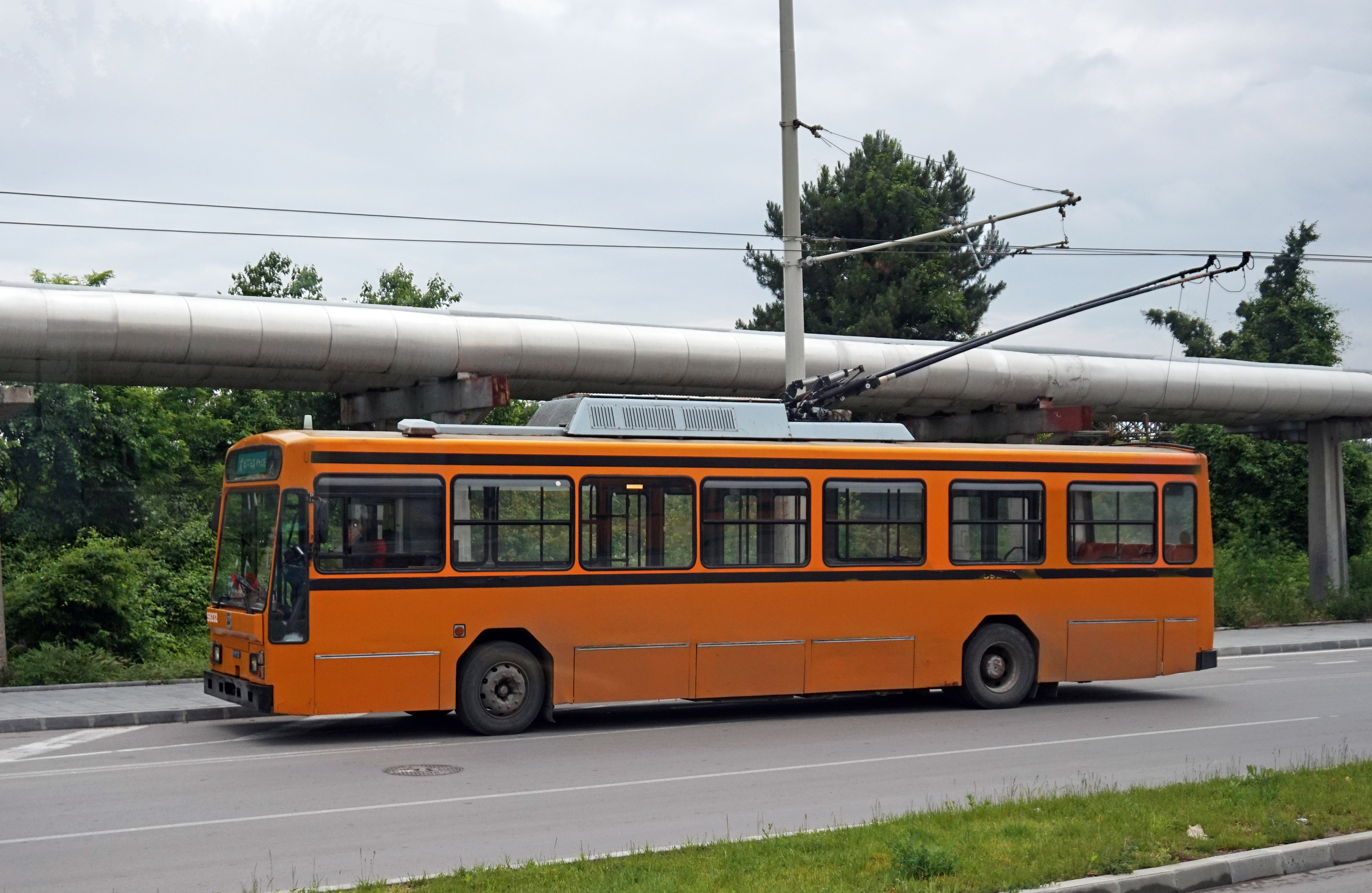
Троллейбус Ивеко 2470 Сочими

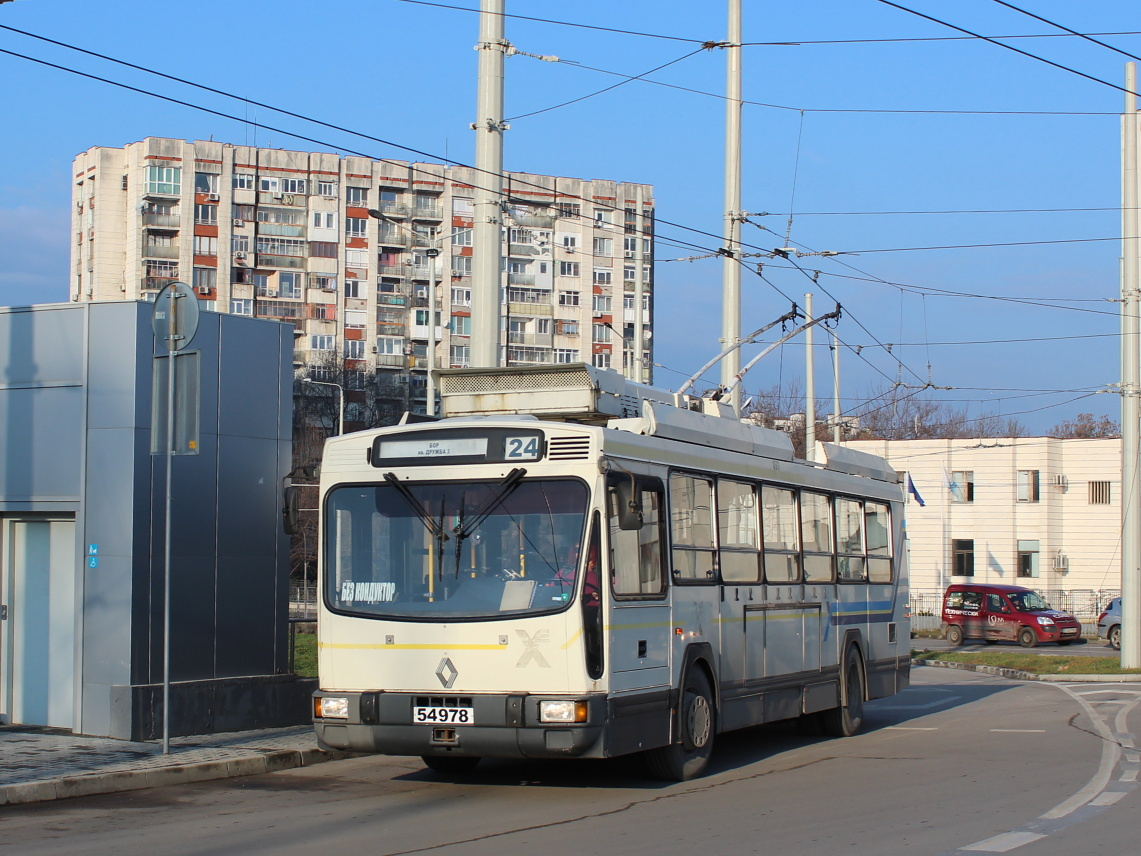
Троллейбус Рено ЭР100Х

По состоянию на 2019 год троллейбусный парк Русе насчитывает 47 машины:
- FBW 91Т — 13 шт.;
- Ивеко 2470 Сочими — 12 шт.;
- Рено ЭР100Х — 8 шт.;
- Шкода 14Тр — 2 шт.;
- Шкода 21Тр — 12 шт.